# 2MASS J16150413+1340079
2MASS J16150413+1340079 ist ein Brauner Zwerg der Spektralklasse T6 im Sternbild Herkules. Seine Position verschiebt sich aufgrund seiner Eigenbewegung jährlich um 0,48 Bogensekunden. Er wurde 2007 von Dagny L. Looper, J. Davy Kirkpatrick und Adam J. Burgasser entdeckt.